# Joguina borneensis
Joguina borneensis är en insektsart som beskrevs av Douglas E. Kimmins 1952. Joguina borneensis ingår i släktet Joguina och familjen guldögonsländor. Inga underarter finns listade i Catalogue of Life.